# Perizoma interrupta
Perizoma interrupta là một loài bướm đêm trong họ Geometridae.